# Zerynthia
Zerynthia Ochsenheimer, 1816 è un genere di lepidotteri appartenente alla famiglia Papilionidae.
In Italia, sono presenti la Zerynthia polyxena e la Zerynthia cassandra